# Van Botnia
De familie Van Botnia (komt ook voor als Bothnia, Botnya, Botnija of Bottinga) was een oud adellijk geslacht, afkomstig uit de Friese plaats Marrum. Het geslacht stierf uit in 1708. 

## Geschiedenis
De familie Van Botnia wordt reeds in het begin van de 15e eeuw vermeld in Marrum. Ene Yornd Bottyngha komt in 1418 voor als grietman van Ferwerderadeel. Het zwaartepunt van de familie was in eerste instantie in Oostergo gelegen. Er werden huwelijken gesloten met de leden van de families Sibeda uit Marrum, Jeppema uit Westernijkerk en Tjaerda en Juwsma uit Rinsumageest. Pas na twee huwelijken met leden uit het geslacht Van Hottinga uit Nijland zou het zwaartepunt verschuiven naar Westergo. Het stamgoed in Marrum bleef echter familiebezit en ook de geslachtsnaam werd niet gewijzigd met het vestigen op andere states.
De familie beriep zich op een deels fictieve afstamming. Zo zouden ene Fredericus en Odo, zoon van de hertog van Botnië (gelegen aan de Botnische Golf in 927 vanuit Scandinavië naar Friesland gekomen zijn. Odo trouwde met een dochter van Taco van Cammingha, heer van Ameland. De Botnia's trachtten op deze manier een afstamming van de Friese koningen te bewerkstelligen. Daarnaast wordt ene Feycke van Botnia aangehaald die betrokken was bij de Beleg van Jeruzalem in 1099. Voor zijn optreden zou hij door Godfried van Bouillon geridderd zijn. Ook zou het geslacht Odo Botnia voortgebracht hebben, de veertiende potestaat van Friesland. Hij was leidsman van de Verkopers. Wel is bekend dat de Botnia's aanvankelijk tot de fractie van de Vetkopers behoorde maar later overgingen naar de Schieringers. Als Schieringergezinden behoorden de Botnia's tot de zijde van de hertog van Saksen tot Friesland overging naar Keizer Karel V en de familie onder de Habsburgers diende. Na de Reformatie zouden zij zich wel schikken naar de nieuwe machtsorde.
In 1638 ontstond de zijtak Botnia van Broersma doordat ene Gadie Hessels Broersma zijn neef Gajus van Botnia tot erfgenaam benoemde onder voorwaarde dat deze de naam "Broersma" aan zijn naam toevoegde. Hij heette hierdoor zelf Gajus Botnia van Broersma, maar zijn kinderen heetten enkel Broersma.
Het geslacht Van Botnia strierf 1708 uit met het overlijden van Helena van Botnia al zou de naam nog in samengestelde vorm gebruikt worden door leden van de families Van Dekema en Van Burmania.

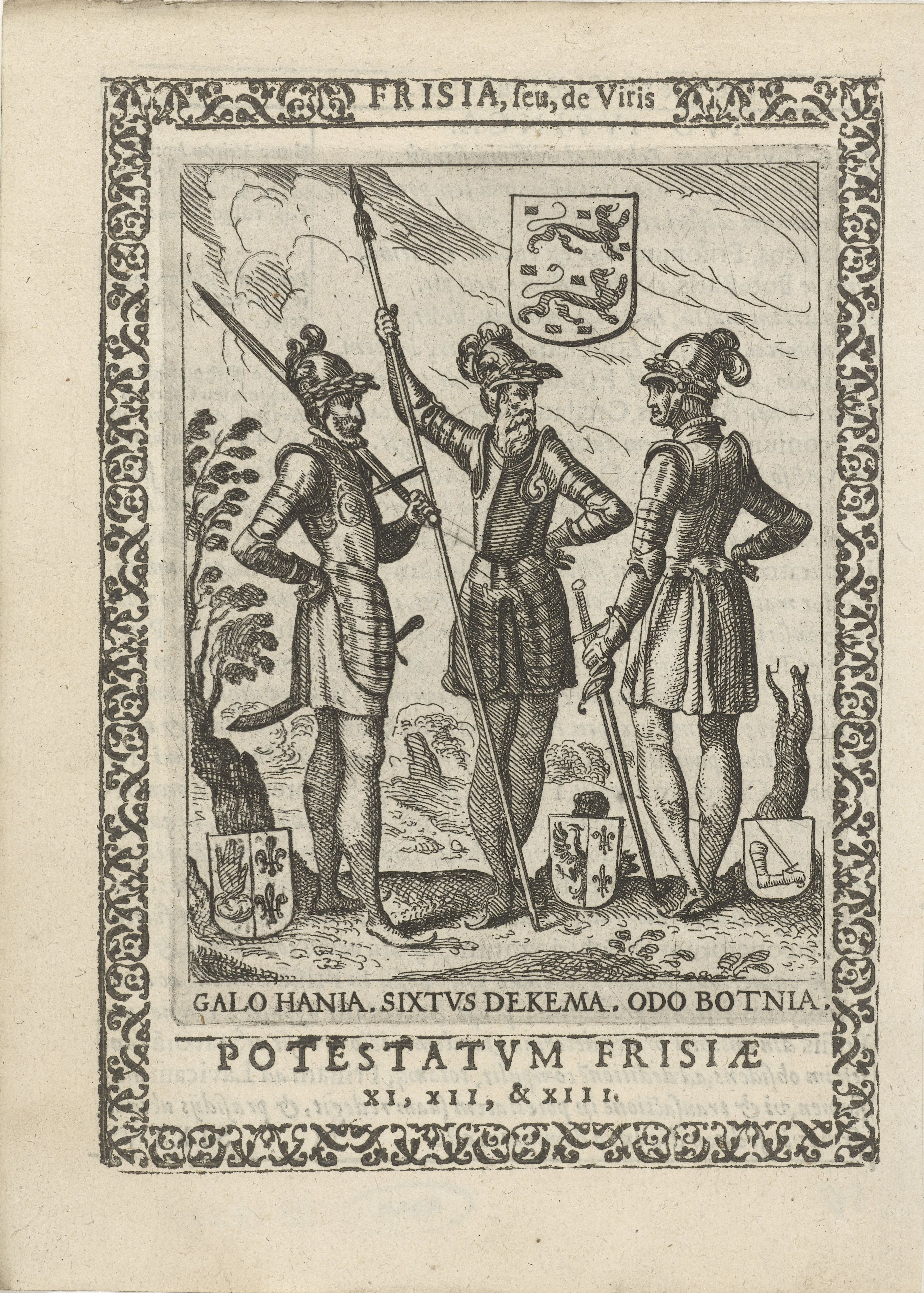
Prent met de drie Friese potestaten Gale van Hanina, Sytse van Dekama en Odo van Botnia.
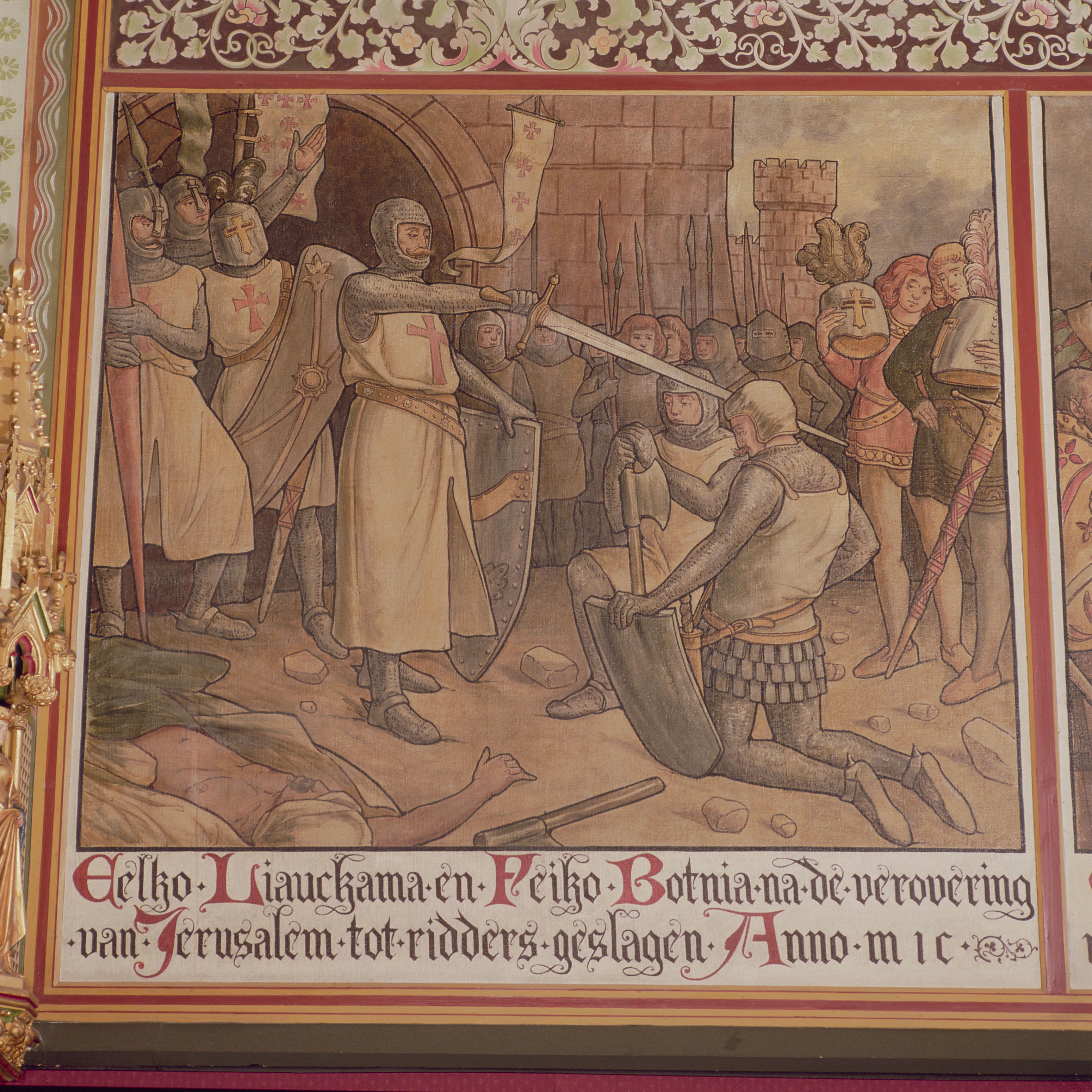
Muurschildering in de Statenzaal van het Provinciehuis te Leeuwarden met de ridderslag van Eelco van Liauckema en Feycke van Botnia.

## States
Het stamhuis van de familie Van Botnia was de Botnia State ten westen van Marrum. Door huwelijken met andere aanzienlijke geslachten in de nabije omgeving, kwam de familie in het bezit van meerdere states in Oostergo, maar later zou hier bezit in Westergo aan toegevoegd worden. Leden van de familie worden vermeld als eigenaars van staten in Dronrijp, Hallum, Huizum, Jellum, Kollum, Oldeboorn, Roordahuizum, Rinsumageest, Stiens, Ternaard, Weidum en Westernijkerk. 

### Botnia State
De Botnia State kan aangewezen worden als stamhuis van het geslacht. Hoewel de eerste generaties Van Botnia op deze state woonden, verplaatste de familie zich na huwelijken met leden van de familie Van Hottinga naar Westergo. Vanaf 1498 functioneerde Botnia State dan ook als pachtboerderij van de familie al bleef de state familiebezit tot het overlijden van de laatste telg. Later was het bezit van de familie Van Idsinga. Het voormalige terrein van de state werd in 1975 aangemerkt als rijksmonument.

### Botnia of Buttema
In Dantumawoude was reeds in de 15e eeuw sprake van een Buttema huus waarbij ook een stinswier gelegen was. Reeds in 1431 kot ene Juw (Juwsma) Bottema voor als grietman van Dongeradeel. Botnia zal een afsplitsing geweest zijn van de nabijgelegen Donia State en Onnema State.

### Oud Botnia
Deze stins werd 1550 door de stad Franeker aangekocht om er het Stadhuis van Franeker te vestigen. De grond was eigendom van Fecke van Botnia (†1573) terwijl het gebouw toebehoorde aan het echtpaar Hero van Ockinga en Anna van Dekema, eveneens verwanten van de Botnia's.

### Klein Botnia
De stins Klein Botnia dateert uit de 15e eeuw en was bezit van de katholieke tak van de familie. In 1527 wordt melding gemaakt van verbouw van het pand door Tjalling van Botnia (†1533). Hij was getrouwd met Frouck van Hottinga, een kleindochter van Swob Sjaerda, erfgename van het eigendom van de familie Sjaerda. Zijn zoon Jarich van Botnia (†1583) erfde het pand, maar werd omwille van zijn geloof verbannen. De stins kwam toe aan zijn zoon Tjalling (†1614) die het naliet aan de kinderen van zijn zus Luts. Het pand is een van resterende stadsstinsen in Franeker.

### Groot Botnia
De eerste bekende eigenaar van de Franeker stins Groot Botnia is Juw of Julius van Botnia (1485-1538). Hij was getrouwd met Foockel van Hottinga, eveneens een erfdochter van de familie Sjaerda. Na Julius werd het huis bewoond door zijn zoon Douwe van Botnia (†1542), getrouwd met Rixt van Ockinga (†1579/1580). Groot Botnia ging vervolgens over op Douwes zoon Julius van Botnia (1540-1614). In deze stins vond het trouwfeest plaats van Willem Lodewijk van Nassau-Dillenburg en Anna van Nassau. Anna zou in 1588 ook in deze stins overlijden. Julius liet bij zijn overlijden Groot Botnia na aan zijn zoon Douwe van Botnia (†1617). Deze Douwe overleed kinderloos waardoor het pand vererfde op zijn nicht Fokel van Botnia. Zij liet de stins na aan haar nicht Helena van Botnia. Aangezien zij de laatste telg van de familie was, kwam de stins in het bezit van familie van haar man: Dominicus Justus Botnia van Burmania (doopnaam: Duco Dominicus van Burmania) en Helena Lucia Geertrui Meckema van Burmania (doopnaam: Helena Lucia van Burmania). Later zou hier theater De Koornbeurs verrijzen. 

### Hottinga
Tjalling van Botnia kwam door zijn huwelijk met Frouck van Hottinga tevens in het bezit van de Hottinga State te Nijland. De stins verfde op zijn zoon Syds (†1548) en vervolgens op diens zoon Syds (†1615) en kleinzoon Syds (1538-1638). Deze laatste Syds was getrouwd met Elisabeth Alberda. Na zijn overlijden hertrouwde zij met William Makdowell. De state vererfde na haar overlijden op de familie Doys tot deze in 1705 opnieuw gekocht werd door Helena van Botnia. Via haar kwam Hottinga in het bezit van de familie Van Burmania.

### Luursemaheerd
Deze borg ten zuiden van Feerwerd kwam in de familie door het huwelijk van Syds van Botnia (†1615) met Teth van Douma (†1620), kleindochter van Jancko Douwama. Hun zoon Syds (1583-1638) maakte namens deze borg in 1626 aanspraak op het grietmanschap. Hij was getrouwd met Elisabeth Alberda. De borg zou in 1697 door familie van Elisabeth verkocht worden.

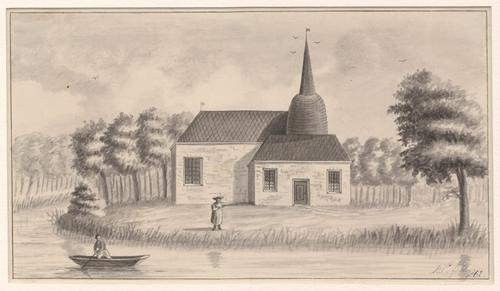
Tekening van de Botnia State te Marrum door Dominicus Cannegieter.
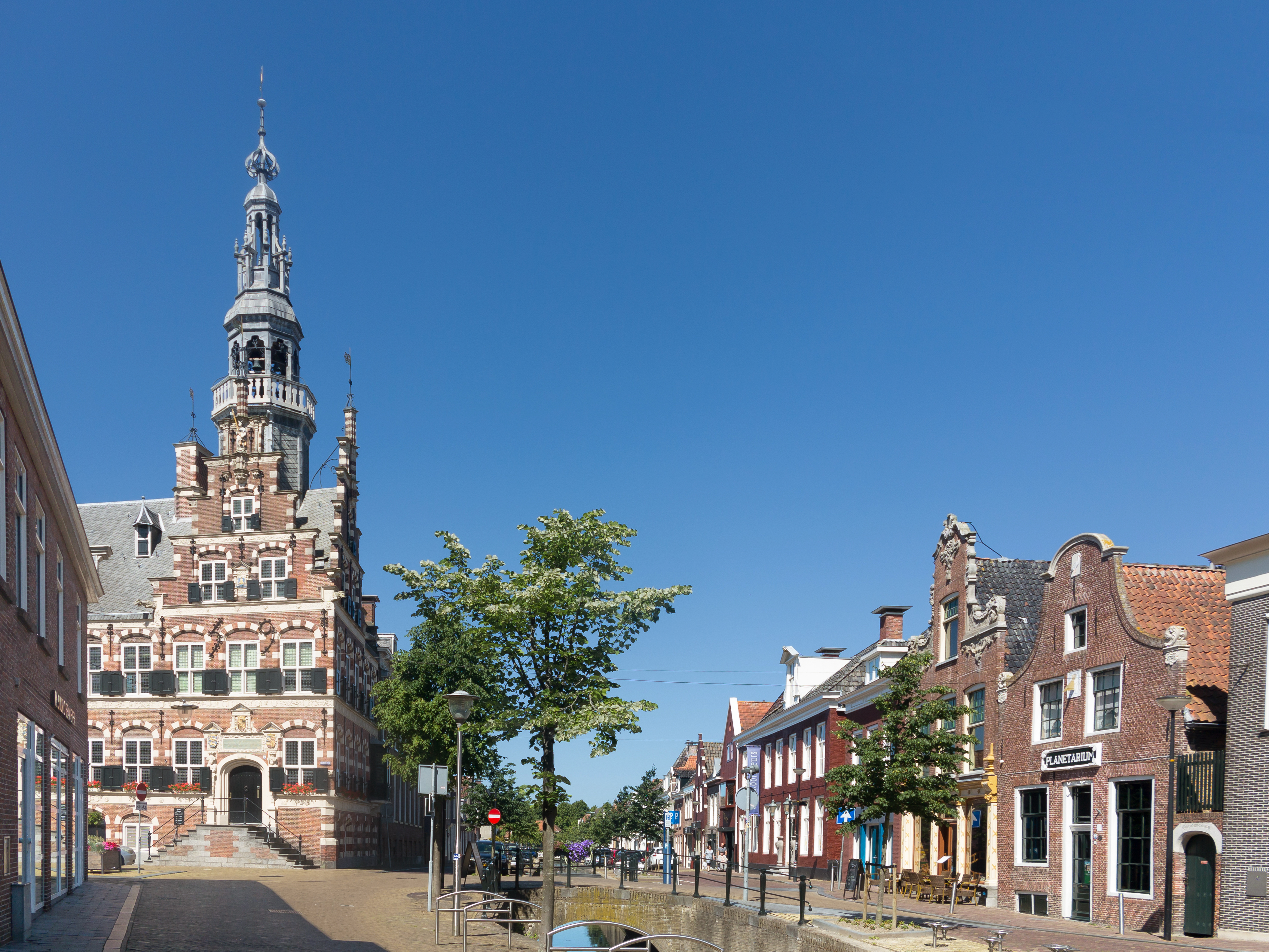
Het stadhuis van Franeker (links) en de Koornbeurs (rechts) met daarnaast het Koninklijk Eise Eisinga Planetarium.
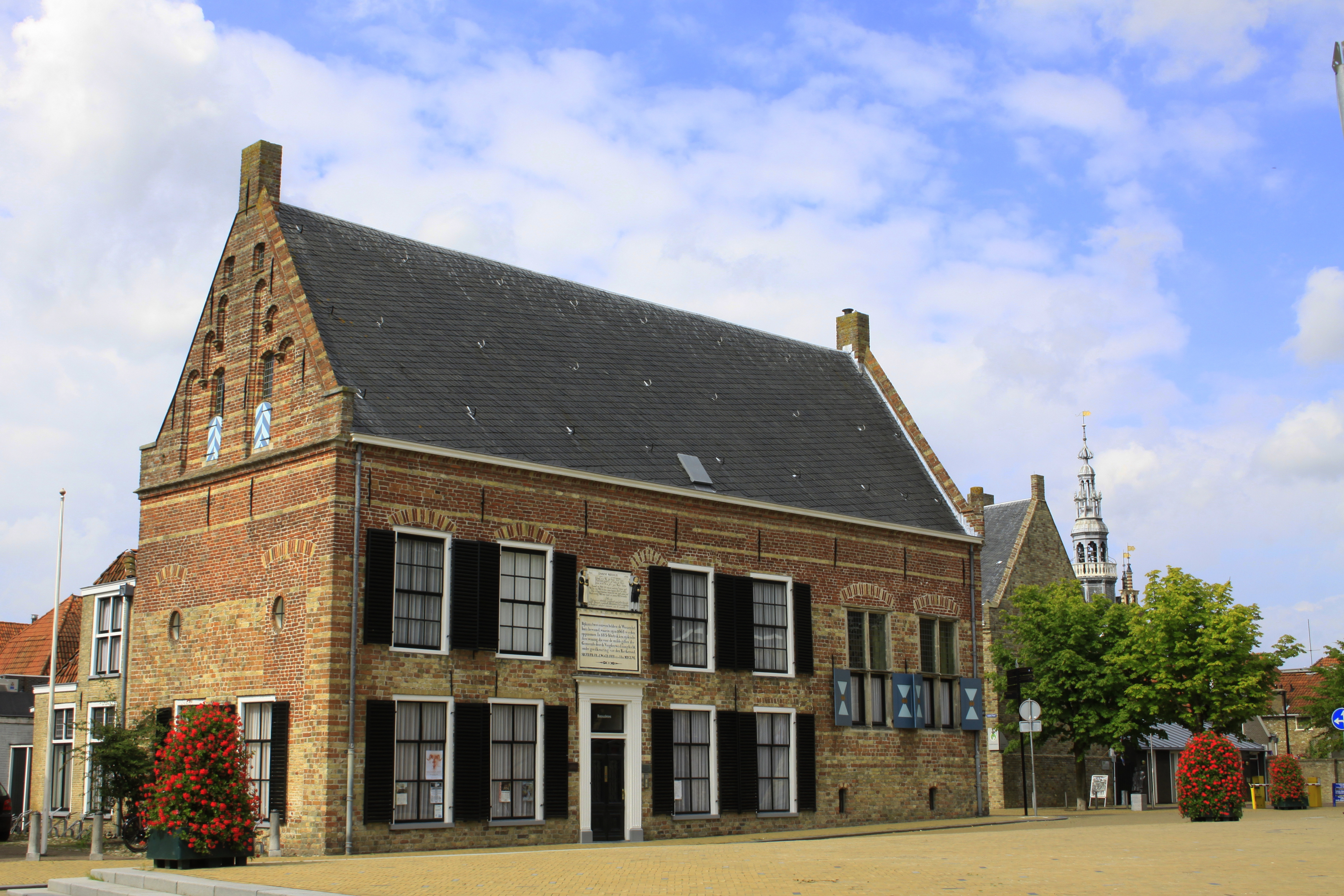
De voormalige stadsstins Klein Botnia.
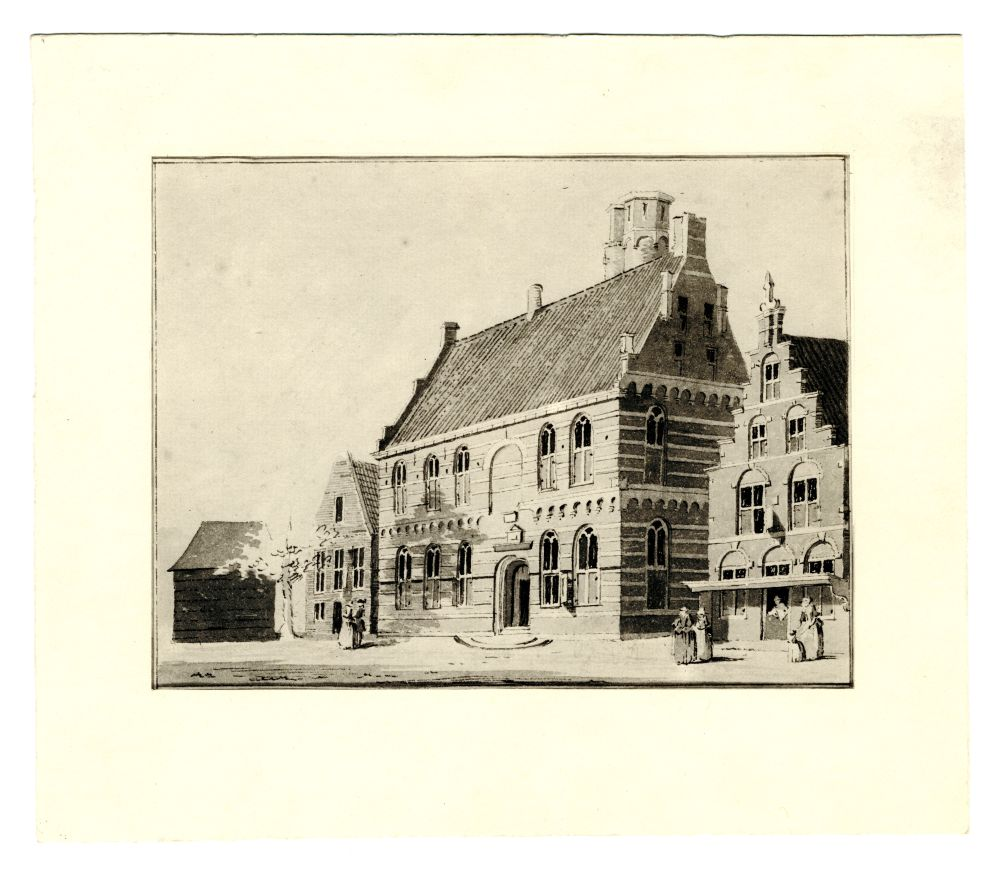
Tekening van de voormalige stadsstins Groot Botnia.
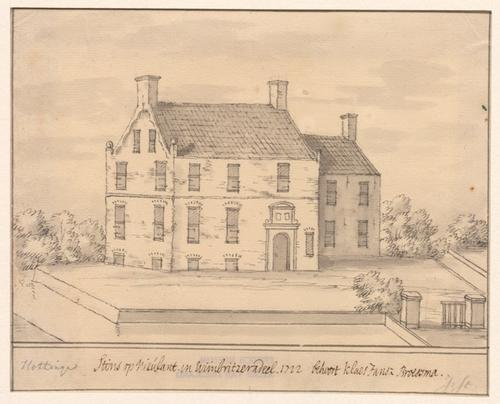
Tekening van de stins Hottinga te Nijland door Jacobus Stellingwerff.

## Familiewapen
Het wapen van de familie Van Botnia kent de volgende blazoenering: 
In blauw een omgewende geharnaste zilveren rechterarm, een gouden zwaard rechtop houdende.
Het wapen kent enkele variaties. Zo komt de arm ook voor als niet-omgewend, goud gegaloneerd of wordt de onderarm horizontaal afgebeeld. Het helmteken van het wapen is een omgewende rechterarm, een gouden zwaard rechtop houdend en steunend op de elleboog.

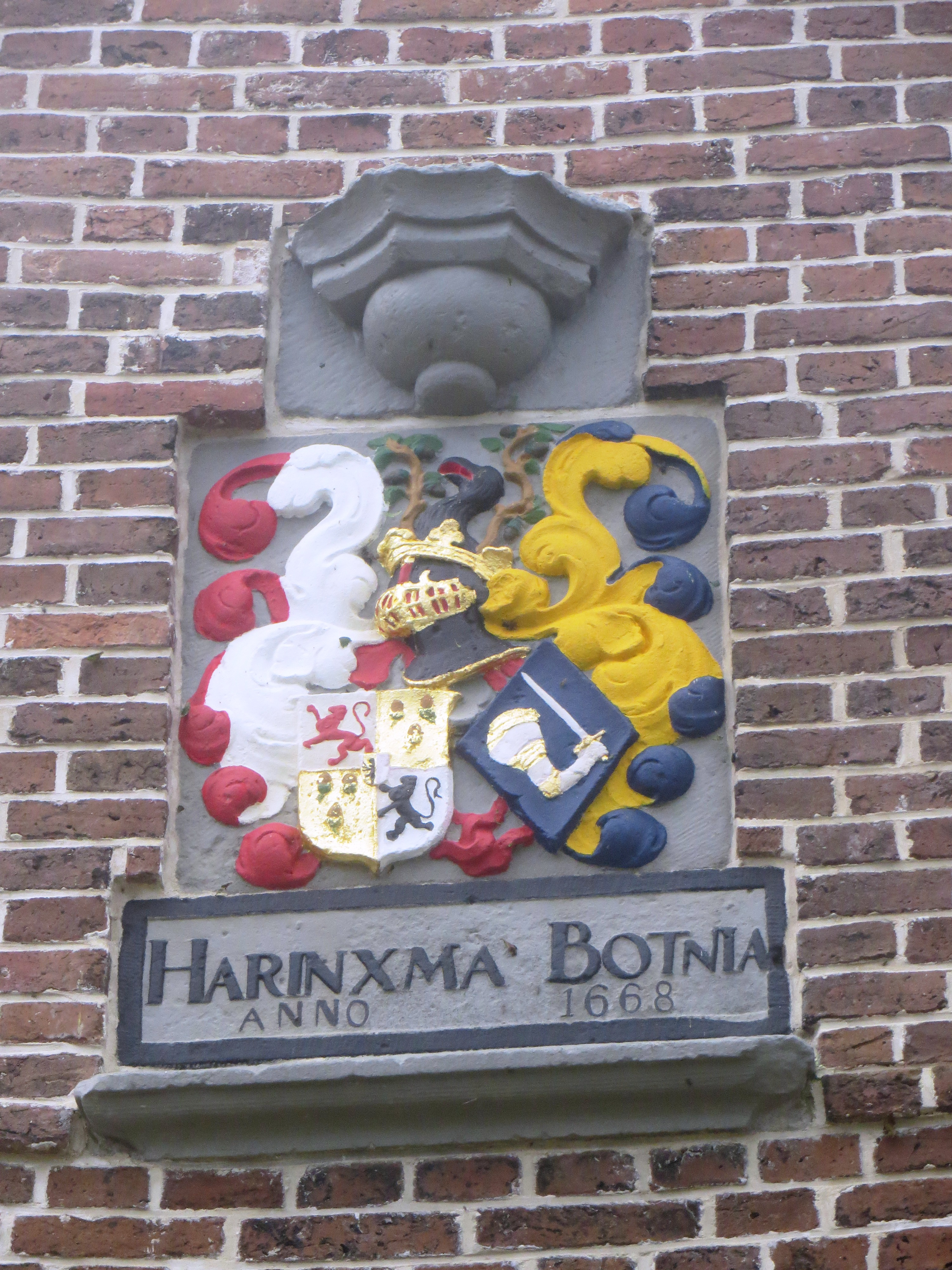
Het alliantiewapen Van Harinxma-Botnia in het poortgebouw van de voormalige state Sjuckma te Waaxens.
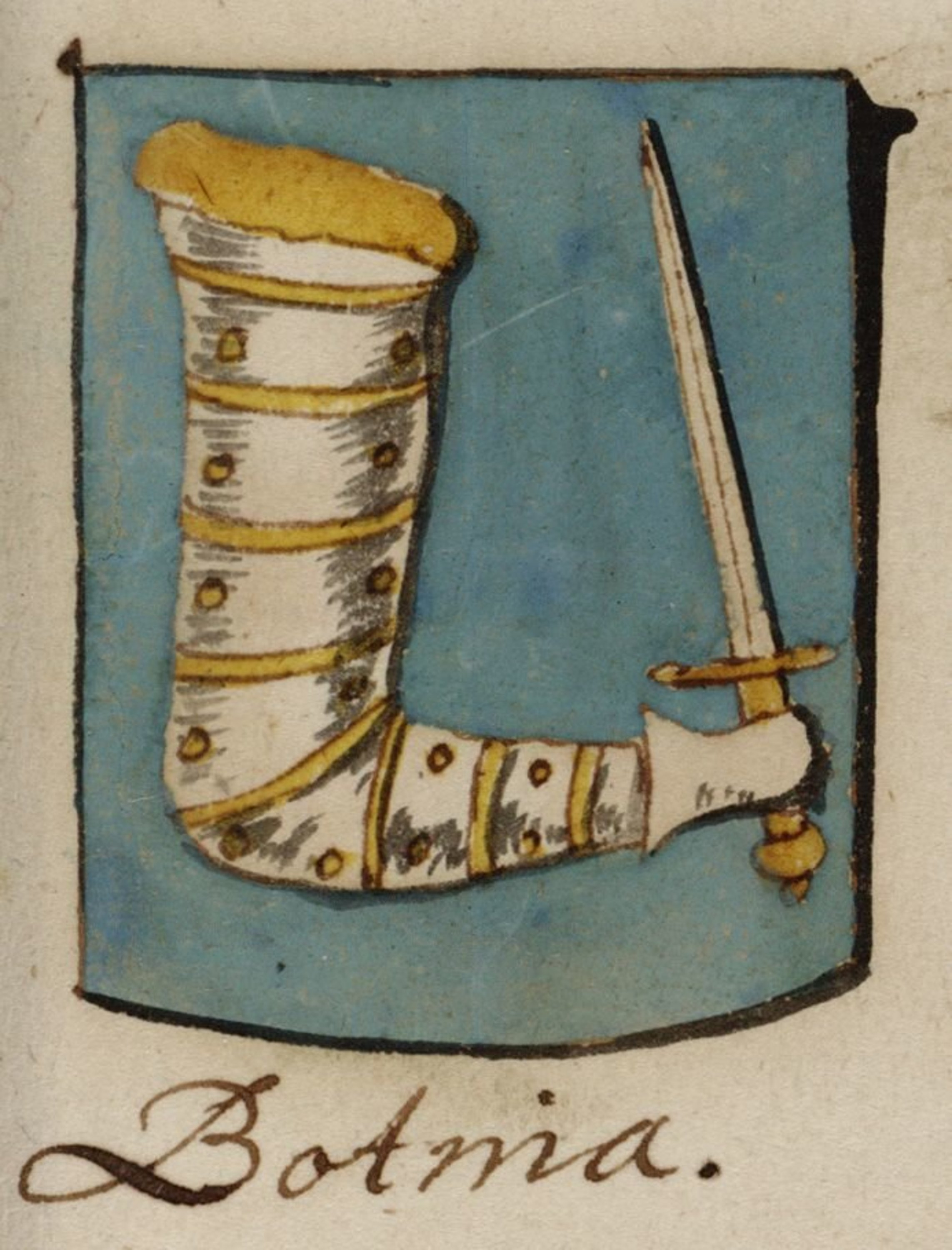
Wapen Van Botnia in het Wapen- en Vlaggenboek van Gerrit Hesman (1708).
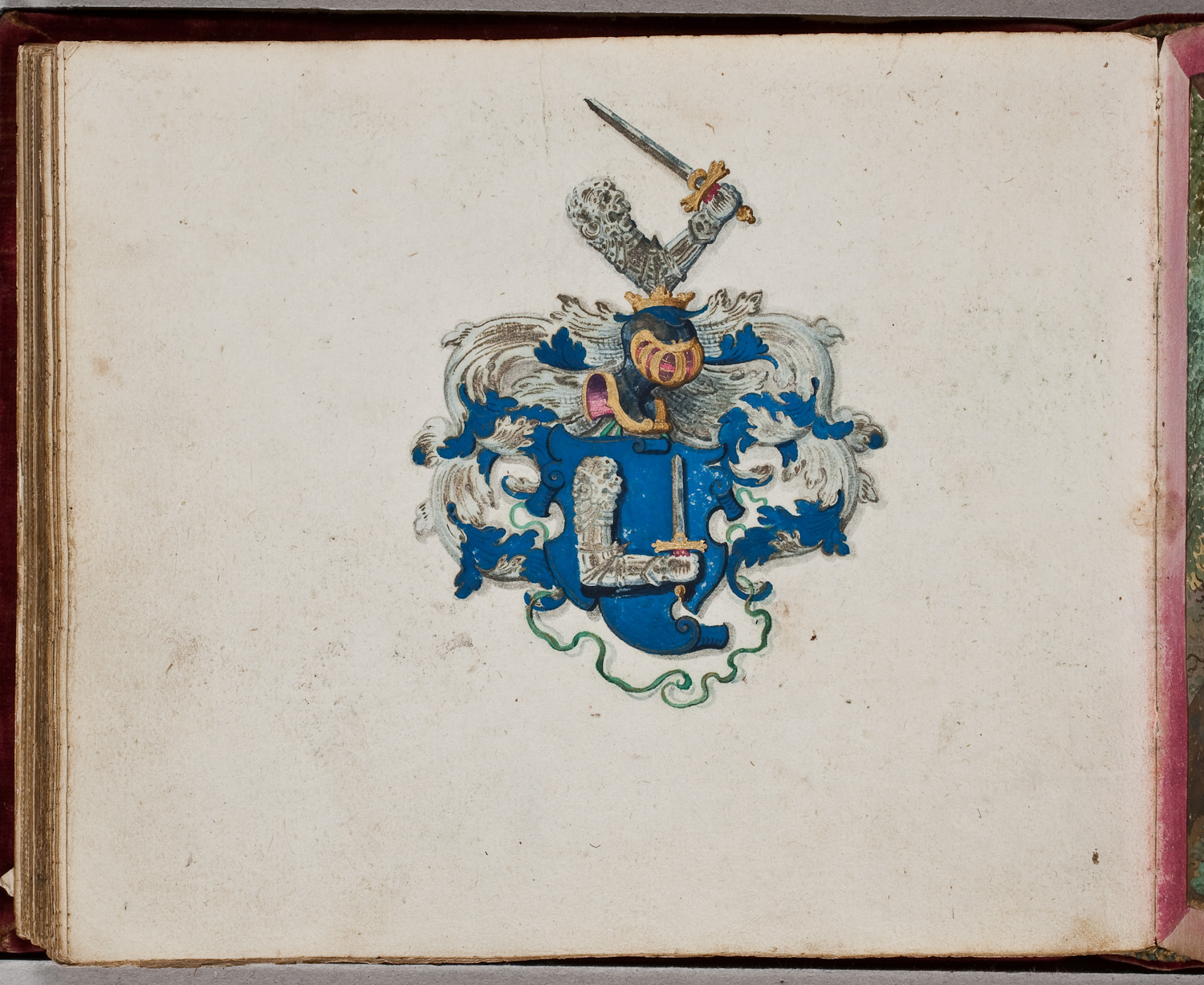
Het wapen Van Botnia in het album amicorum van Juw van Harinxma thoe Slooten (1607-).
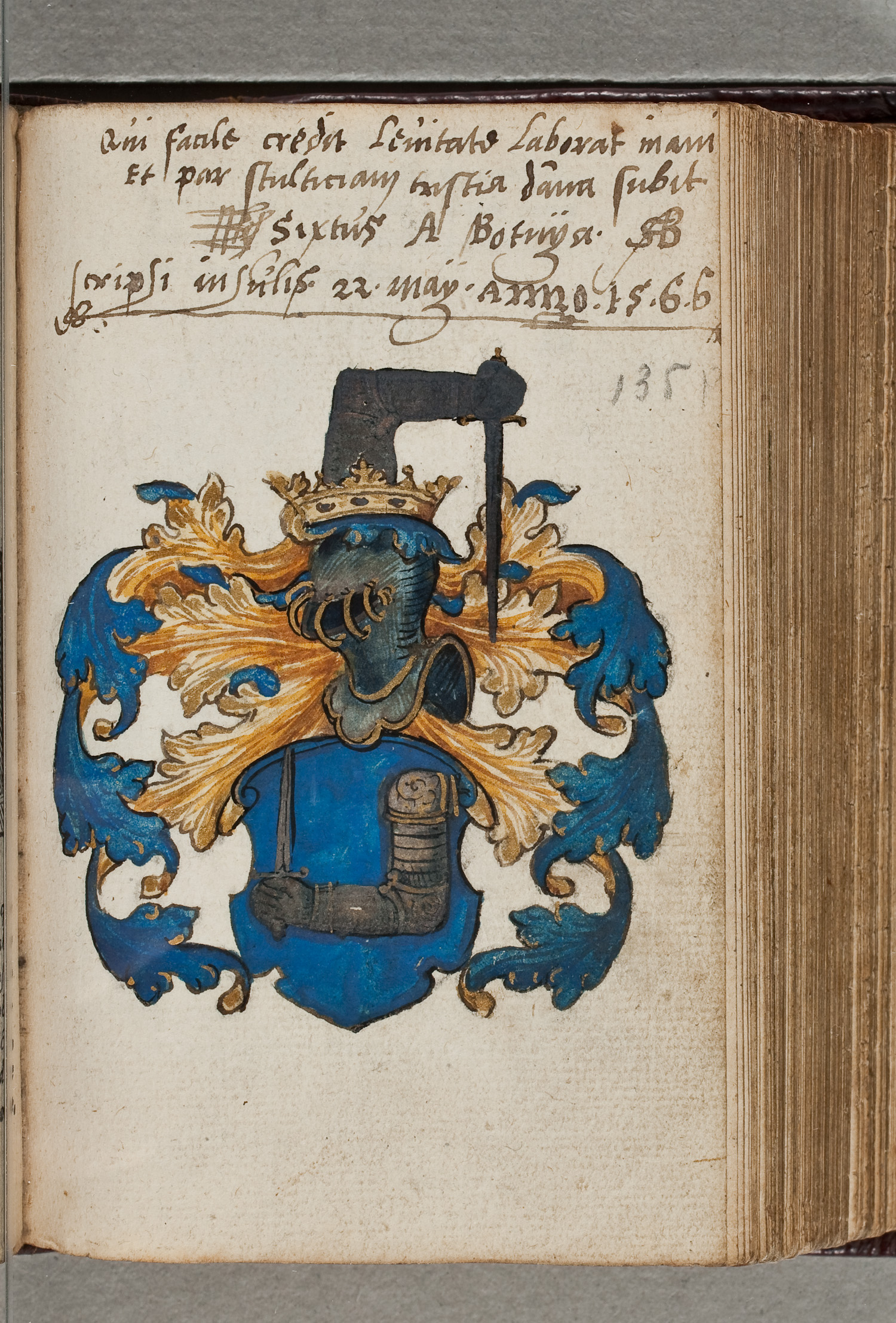
Het wapen Van Botnia in het album amicorum van Cornelis van Blyenburch (1545-1618).
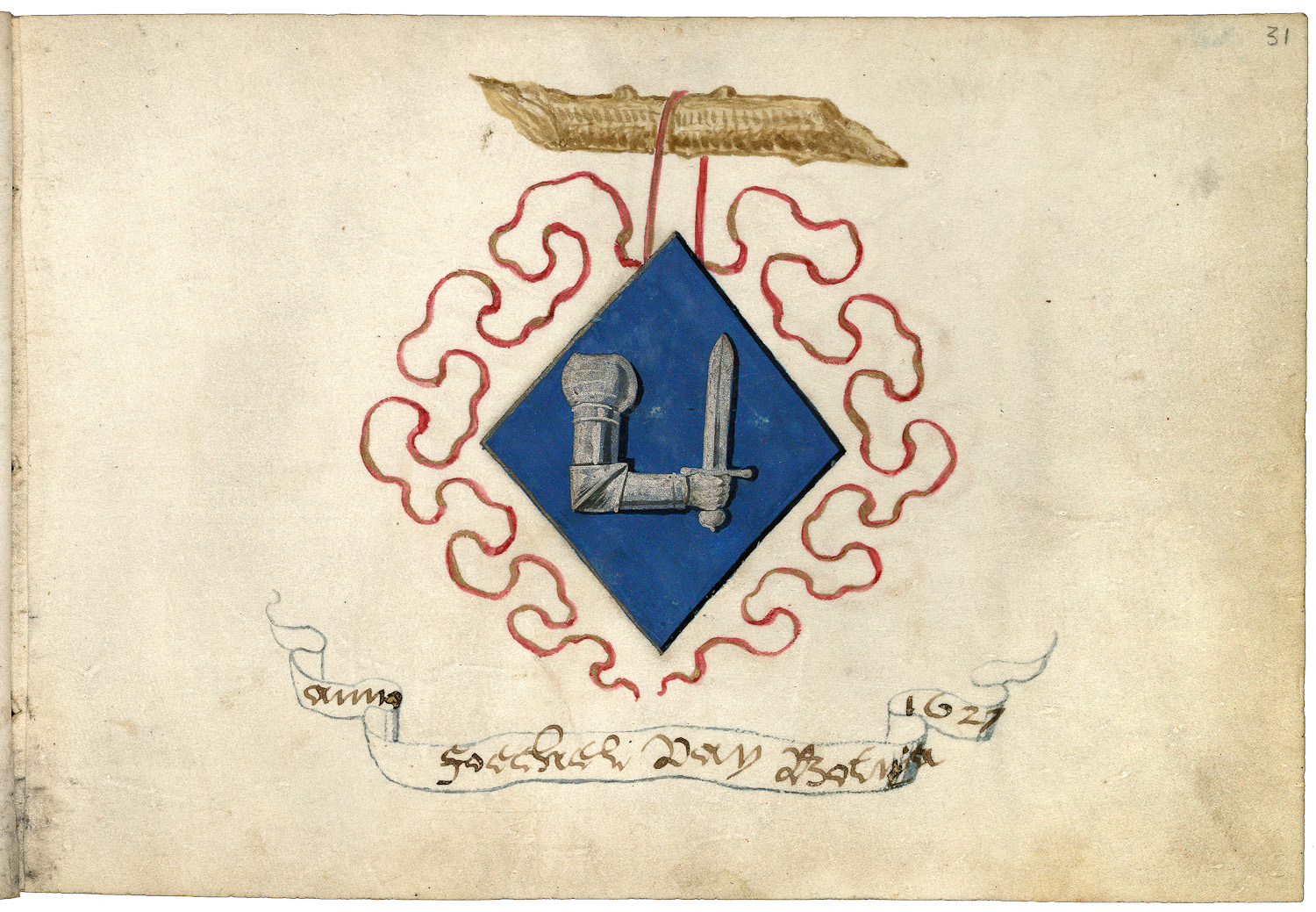
Het wapen Van Botnia in het album amicorum van Juliana de Roussel (-1669).
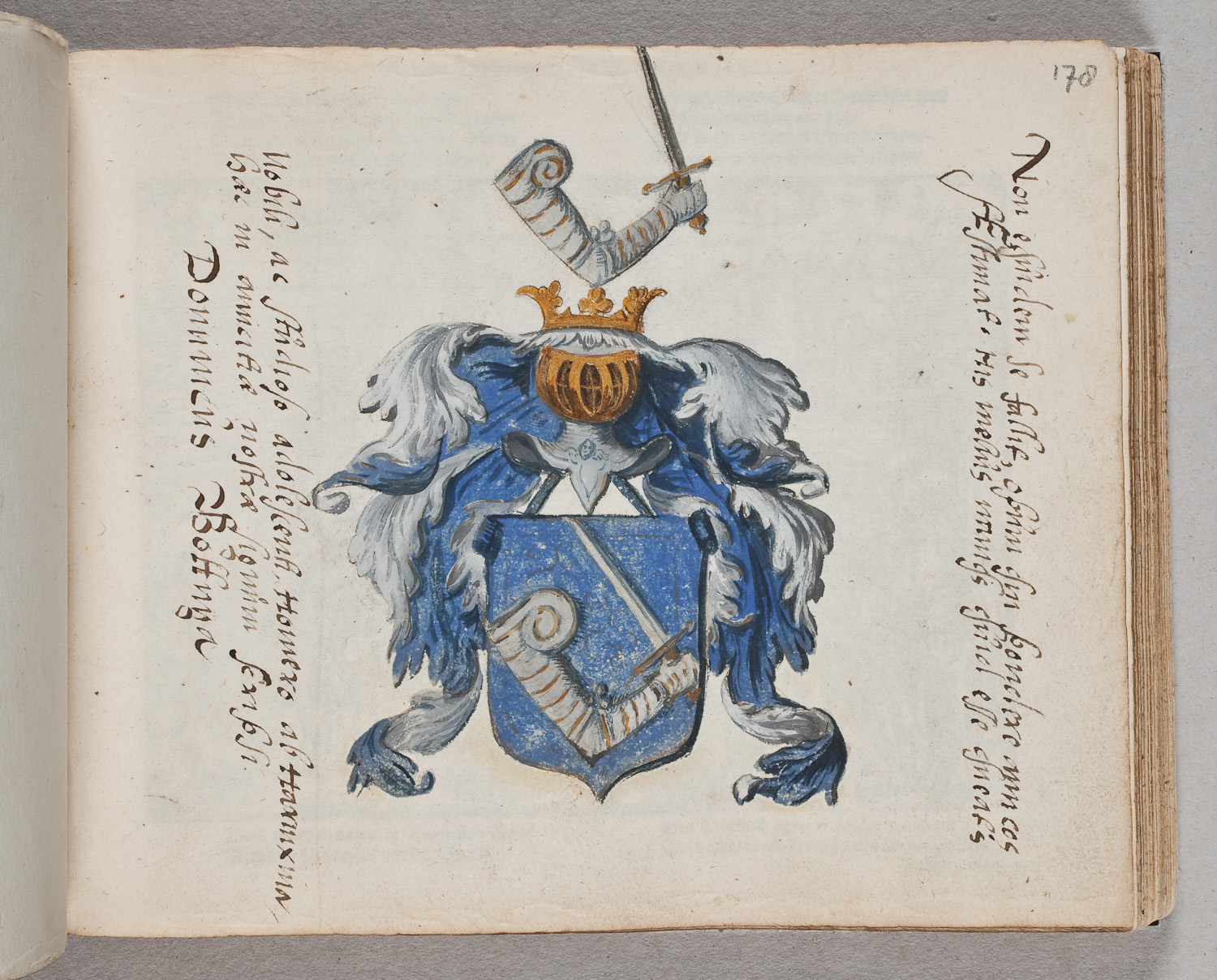
Het wapen Van Botnia in het album amicorum van Homme van Harinxma (-1604).

## Enkele telgen
Odo Botnia, gestorven in 1411, zoon van Feyke Botnia, was een leider van de Vetkopers.
Fecke van Botnia, leefde rond 1420. Hij behoorde tot de partij van de Vetkopers.
- - Tjalling van Botnia (†1462), trouwde met de erfdochter van de familie Sibeda, eveneens afkomstig uit Marrum. Tjalling woonde in Marrum en werd omgebracht door Schelte Jayema.
    - Syds van Botnia (†1492), ook wel Syds Tjaerda. Hij was getrouwd met Ansck van Jeppema en later met Kinsck van Tjaerda. Syds kwam in 1485 voor als grietman van Dantumadeel. 
      - Tjalling van Botnia (†1533), zoon van Syds en zijn eerste vrouw Ansck van Jeppema. Hij was raadsheer aan het Hof van Friesland en trad op als grietman van Ferwerderadeel en Hennaarderadeel. Tjalling trouwde met Ansk van Scheltinga en later met Frouck van Hottinga. In 1515 werd hij door Floris van Egmont tot ridder geslagen. Hij ondernam samen met zijn neef Juw van Botnia (†1538) en Hessel van Martena, oom van zijn vrouw, een bedevaart naar Jeruzalem.[17] In 1522 werd hij gevangengenomen door de Geldersen en gevangengezet in kasteel De Wildenborch waarna hij in 1526 vrijgekocht werd.[18]
        - Swob van Botnia (†<1555), trouwde met vrijheidsstrijder Doecke van Martena
        - Syds van Botnia (†1548), was getrouwd met Bauck van Camstra (†1547). Hij studeerde in Orléans.
          - Jel van Botnia (†1616).
          - His van Botnia (†1593), trouwde met Seerp van Galama.
          - Syds van Botnia (†1615), trouwde met Teth van Douma (†1620), kleindochter van Jancko Douwama. Studeerde aan de universiteiten van Leuven, Bazel en Heidelberg. Hij was lijst van grietmannen van Wymbritseradeel. Van Syds en zijn vrouw zijn portretten bewaard gebleven.
            - Bauck van Botnia (1573-1633), trouwde met Willem Ubbena van Enum (†1631).
            - Tieth van Botnia (1575-1624), trouwde met Hessel van Bootsma.
            - Douwe van Botnia (†1615), studeerde aan de universiteiten van Franeker, Genève en Padua.[19]
            - Frouck van Botnia (1579-1596).
            - Syds van Botnia (†1582).
            - Syds van Botnia (1583-1638), trouwde met Elisabeth Alberda (1591-1652) student in Marburg. Hij was onder meer curator van de universiteit van Groningen.[12] Van hem is een portret bewaard gebleven.
            - Jel van Botnia (†1613).
            - Jan van Botnia (†1614), hopman.

        - Jarich van Botnia (†1583), trouwde met Luts van Stania (†1559). Hij was olderman te Franeker, grietman van Franekeradeel en drost van Drenthe. Hij bleef katholiek en bestreed de reformatie[20] Hij werd verbannen en mocht niet van zijn bezit profiteren. Hij overleed in ballingschap in Groningen in 1583.[21]
          - Luts van Botnia (†1582), trouwde met Douwe van Walta.
          - Tjalling van Botnia (†1614), trouwde met Foockel van Botnia (†1609). Na haar overlijden hertrouwde hij met Rixt van Heringa (1580-1654). Studeerde in Leuven en was met zijn vader in ballingschap. Zijn twee kinderen waren buitenechtelijk.
            - Jarich van Botnia (†1659), trouwde met Gatske Hessels Broersma.
              - Gajus Botnia van Broersma (1626-1678), trouwde met Jetske Rosema en Taatske de Schepper. Hij was secretaris van Kollumerland en Nieuwkruisland. Zijn kinderen noemden zich Broersma.
              - Stijntje van Botnia (†1684).

            - Truycke van Botnia (†1659).

          - Margriet van Botnia (†1615), trouwde met Rienck van Cammingha (†1598).

        - Ansck van Botnia (†1543), trouwde met Watze van Roorda, grietman van Hennaarderadeel.

    - Fecke van Botnia (†1491/1498), trouwde met Ayl van Juwmsa, afkomstig van de Juwsma State te Rinsumageest. Fecke kwam voor als Schieringer hoofdeling.
      - Juw van Botnia (†1538), trouwde met Foockel van Hottinga (†1546). Hij was raadsheer aan het Hof van Friesland en grietman van Ferwerderadeel.
        - Douwe van Botnia (†1542), trouwde met Rixt van Ockinga (†1579/1580).
          - Julius van Botnia (1540-1614), trouwde met Foockel van Walta (1544-1625). Hij was olderman van Franeker.
            - Douwe van Botnia (†1617), trouwde met Oede van Manninga (†1610), afkomstig van de borg Dijksterhuis in Pieterburen. Hij studeerde in Leiden, Padua en Heidelberg. Hij trad in 1616 en 1617 op als ontvanger-generaal van Friesland.[22]
            - Doecke van Botnia (1569-1621), trouwde met Ymck van Dekema (1584-1641). Hij studeerde in Franeker, Heidelberg en Padua.[19] Hij was grietman van Wymbritseradeel en was als zodanig aanwezig bij de begrafenis van Willem Lodewijk in 1620. 
              - Foockel van Botnia (†1673), was getrouwd met Julius van Eysinga en later met Albertus Sybrandus van Eminga, grietman van Franekeradeel.
              - Julius van Botnia (1607-1624).
              - Luts van Botnia (†1634).
              - Dominicus Justus van Botnia (1617-1660), trouwde met Geertruida van Meckema, de laatste telg van het geslacht Van Meckema. Dominicus was grietman van Baarderadeel. Dominicus Justus van Botnia was de laatste mannelijke telg uit het geslacht. 
                - Helena van Botnia (1647-1708), trouwde achtereenvolgens met Douwe Aylva van Loo (1639-1669), grietman van Baarderadeel, en Watze van Burmania (1631-1691), kolonel. Tegen Helena werden meerdere rechtszaken aangespannen over erfkwesties. Zij was erfgename van haar tante Foockel van Botnia en erfde zij de Hania State te Weidum van haar moeder Geertruida van Meckema.[13][23] Helena van Botnia was de laatste telg uit het geslacht.

            - Rixt van Botnia (†1607), trouwde met Taecke van Burmania.
            - Jancke van Botnia (†1640), trouwde met Bonne van Haytsma, afkomstig van de Haitsma State ten noorden van Makkum.[24]
            - Joost van Botnia (†<1610), student in Franeker.[19]
            - Tietke van Botnia (†>1610), trouwde met Ernest van Harinxma.

          - Joost van Botnia, jong overleden.

        - Fecke van Botnia (†1573), trouwde met Maximiliana Absoloons uit Brussel. Via de Absoloons komt de heerlijkheid Terheide bij Hoeilaart.[25]Hun zerk is nog aanwezig in de Sint-Kwintenskerk te Leuven.
          - Florentia van Botnia.
          - Anna van Botnia (†1617), trouwde met Jacob Dielbeek uit Leuven, heer van Attenhoven.
          - Adolf van Botnia (†>1585), trouwde met Margaretha van Swillingen uit Twente. Hij komt in 1581 en 1583 voor als raadslid van het stadsbestuur van Leuven.[26]
            - Frederik van Botnia. Komt in 1551 voor als student te Leuven.[27] In 1624 komt ene Frederik Botnia voor, heer van Terheide onder Hoeilaart en in 1642 is er een uitspraak van het Hof van Friesland waarin aan Frederik van Botnia uit Leuven restitutie wordt verleend.[28][29]

        - Juw van Botnia (†>1575), trouwde met Mary van Dekema (†>1550). Hij was grietman van Baarderadeel. Hij bewoonde de Dekemastate in Weidum.
          - Hette van Botnia, trouwde met Luts van Walta. Hij studeerde aan de universiteit van Leuven.
          - Foockel van Botnia (†1609), trouwde met Tjalling van Botnia.

      - Dorothea van Botnia (†1526), non in Veenklooster
      - Eesck van Botnia (†>1511).

    - Ida van Botnia, non in Foswerd.
    - Rixt van Botnia.

## Galerij

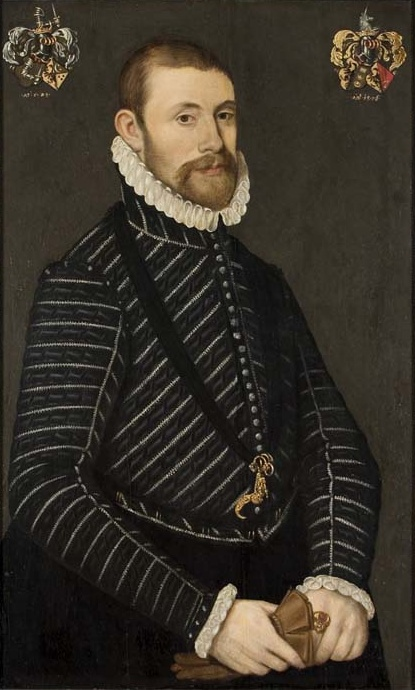
Portret van Syds van Botnia (1552–1615).
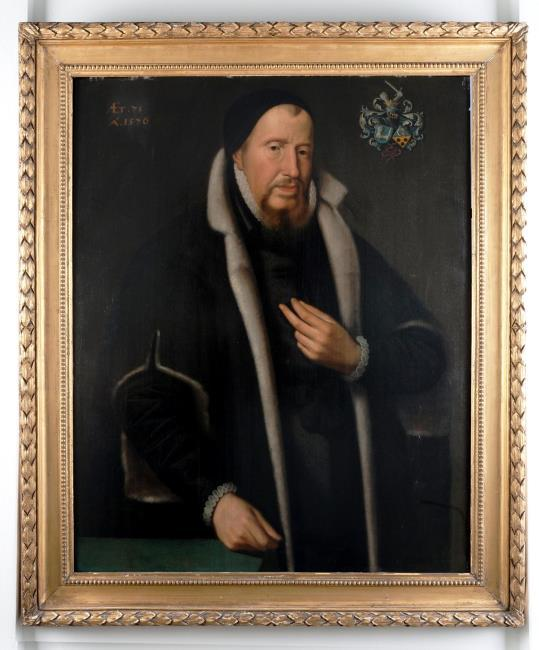
Portret van Jarich van Botnia (†1583) door Pieter Feddes van Harlingen.
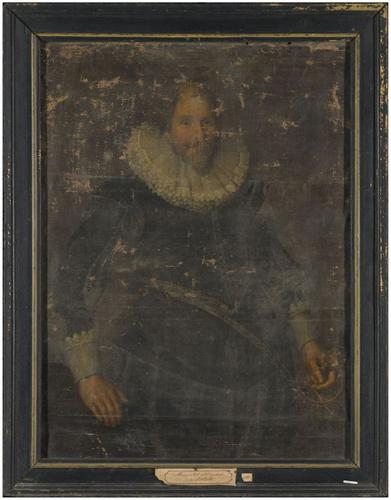
Portret van Syds van Botnia (1583-1638).
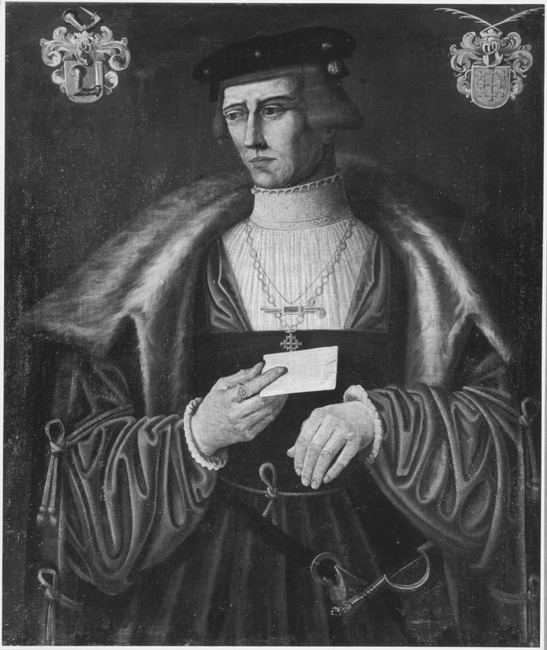
Portret van Juw van Botnia (†1538).
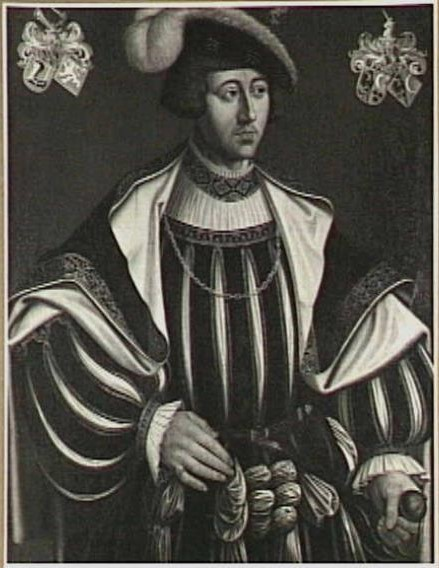
Portret van Douwe van Botnia (†1542).
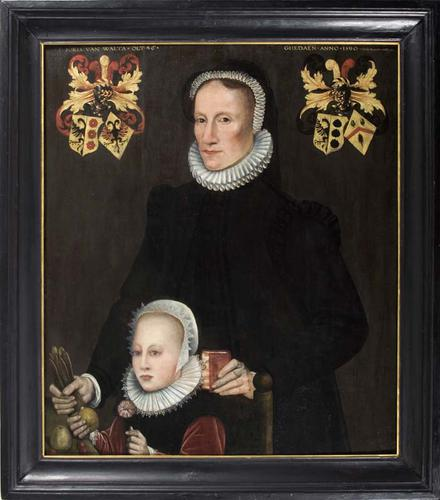
Portret van Foockel van Walta (1544-1625), vrouw van Julius van Botnia (1540-1614), en haar dochter Tietke van Botnia (†>1610) door Adriaen van Cronenburg.
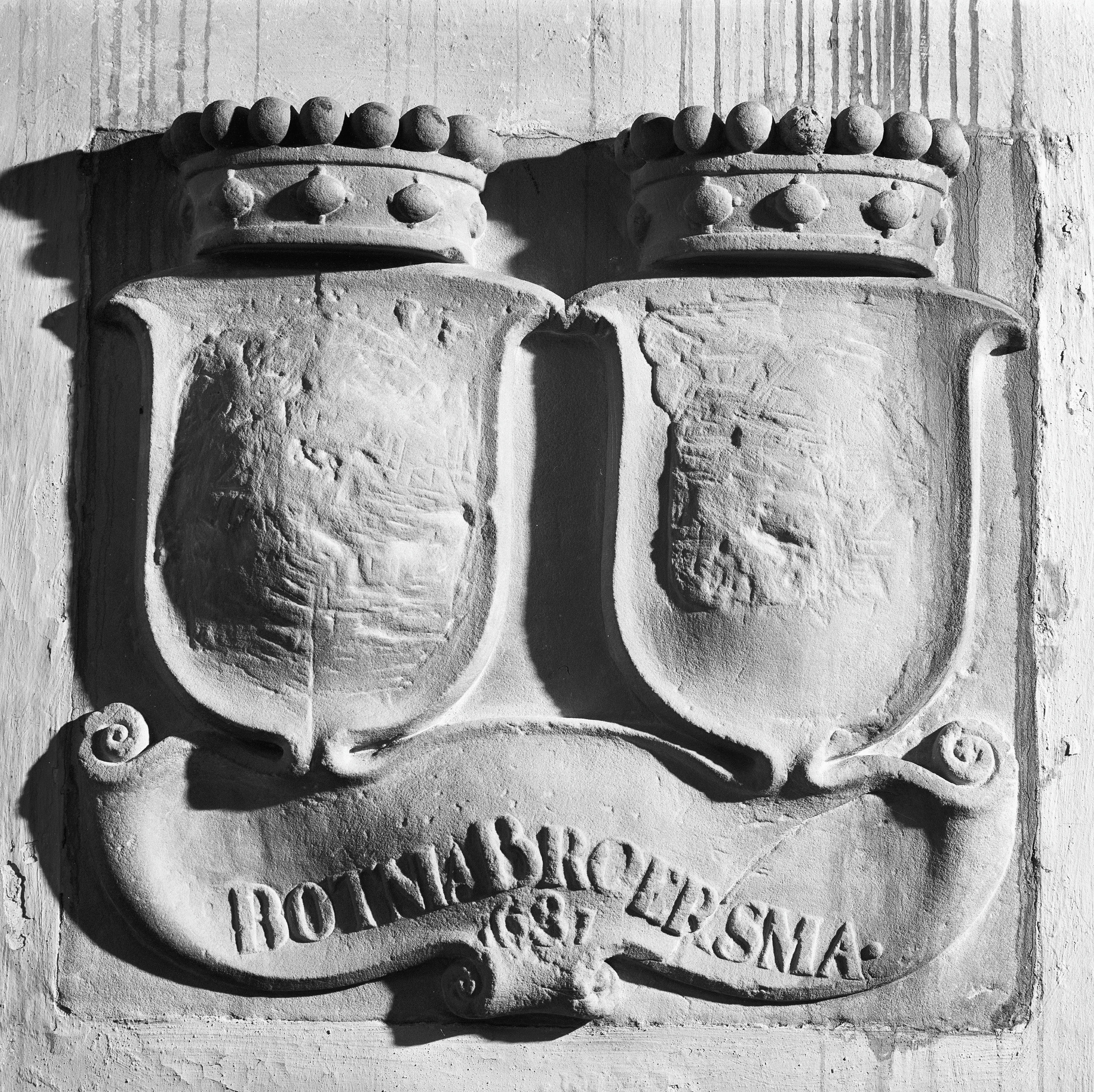
Het verwijderde alliantiewapen Botnia-Broersma in de Maartenskerk van Kollum.
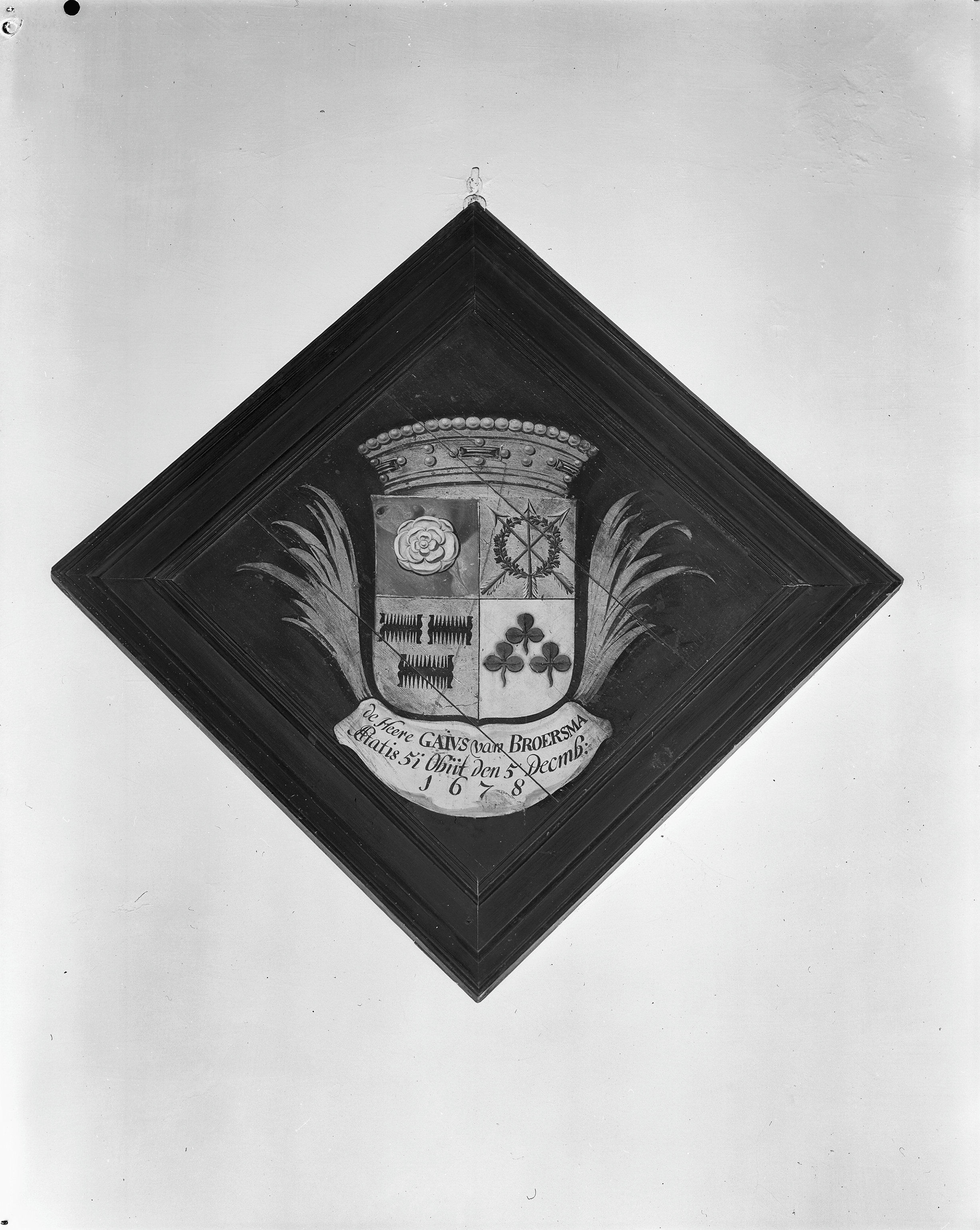
Rouwbord in de kerk van Oudwoude voor Gajus van Broersma, geboren Gajus van Botnia
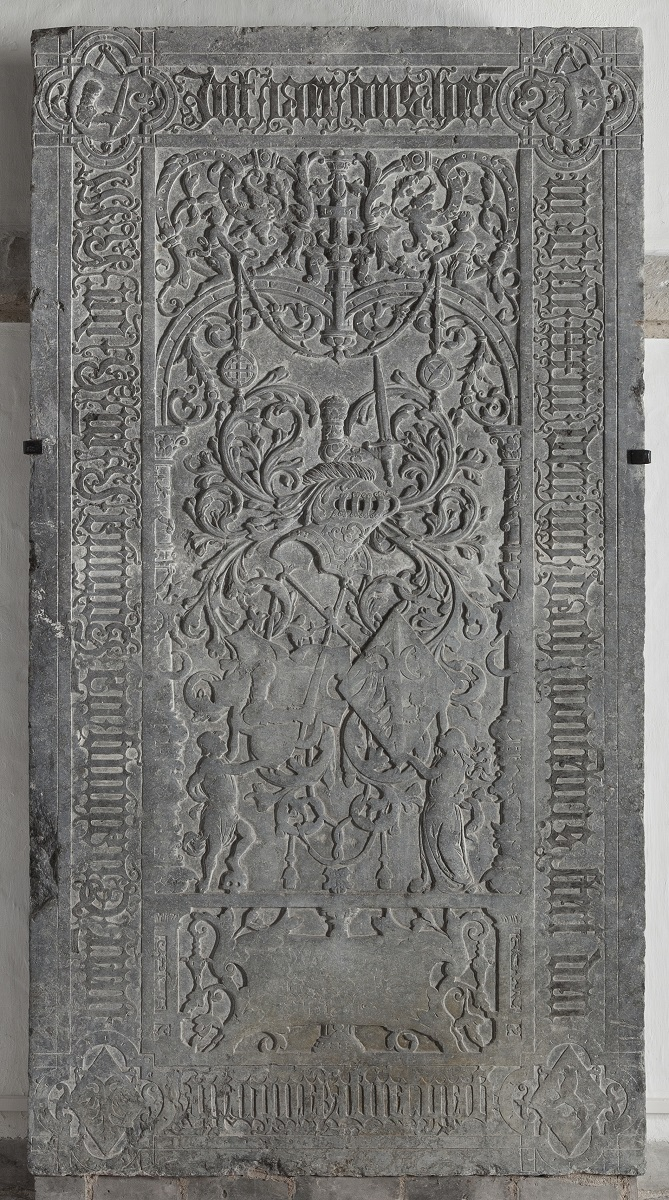
Grafzerk van Tjalling van Botnia (†1533) en zijn tweede vrouw Frouck van Hottinga (†1543) in de Martinikerk van Franeker.
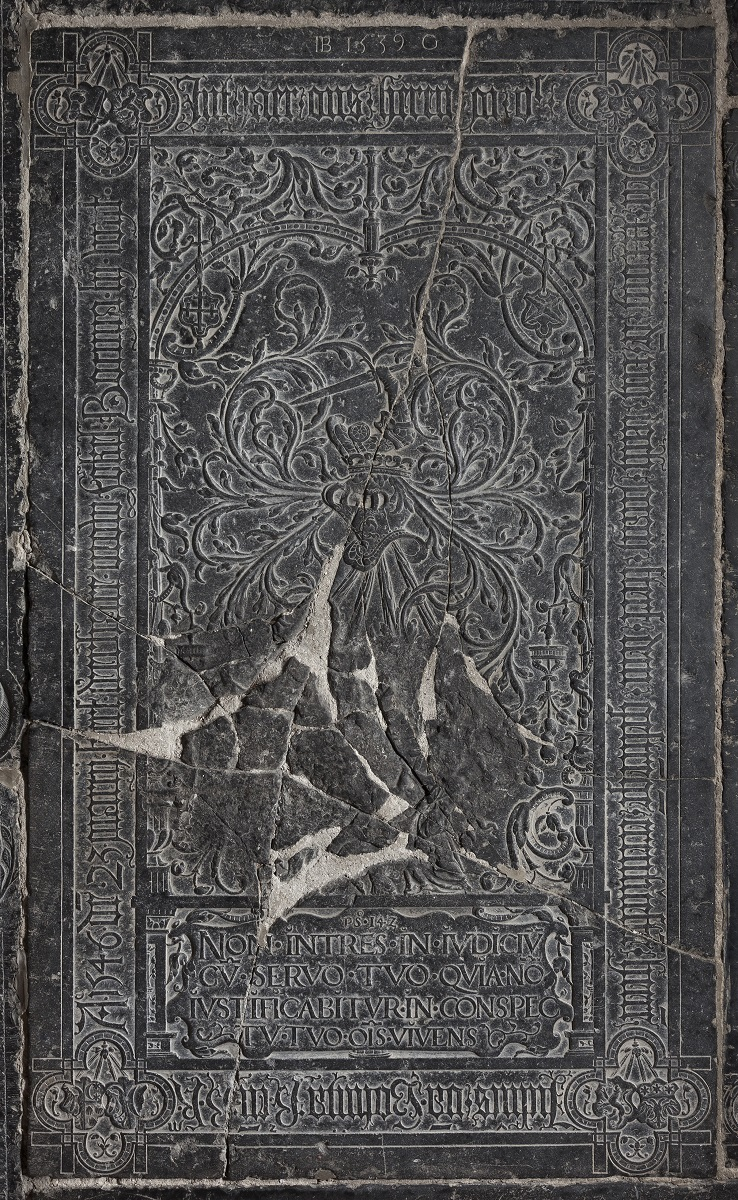
Grafzerk van Juw van Botnia (†1538) en Foockel van Hottinga (†1546) in Franeker.
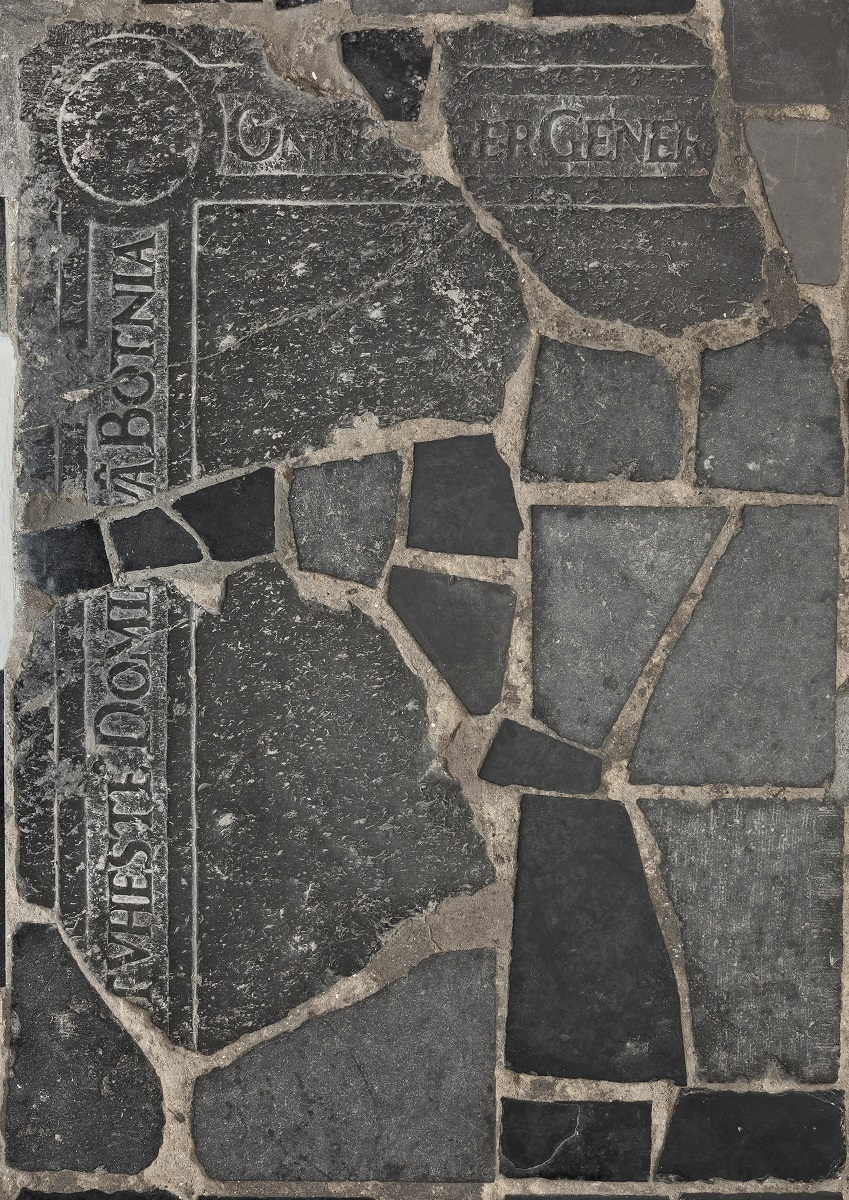
Grafzerk van Dominicus (Douwe) van Botnia (†1542) in Franeker.
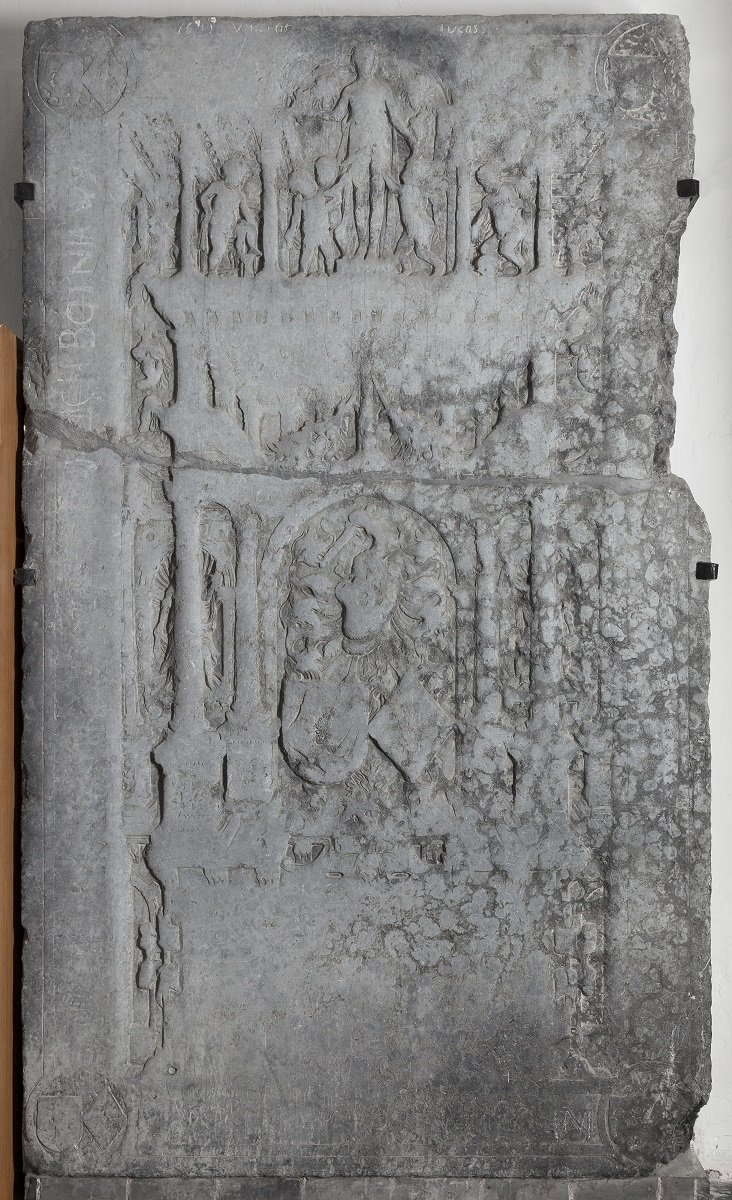
Grafzerk van Jarich van Botnia (†1583) en Luts van Stania (†1559) in Franeker.
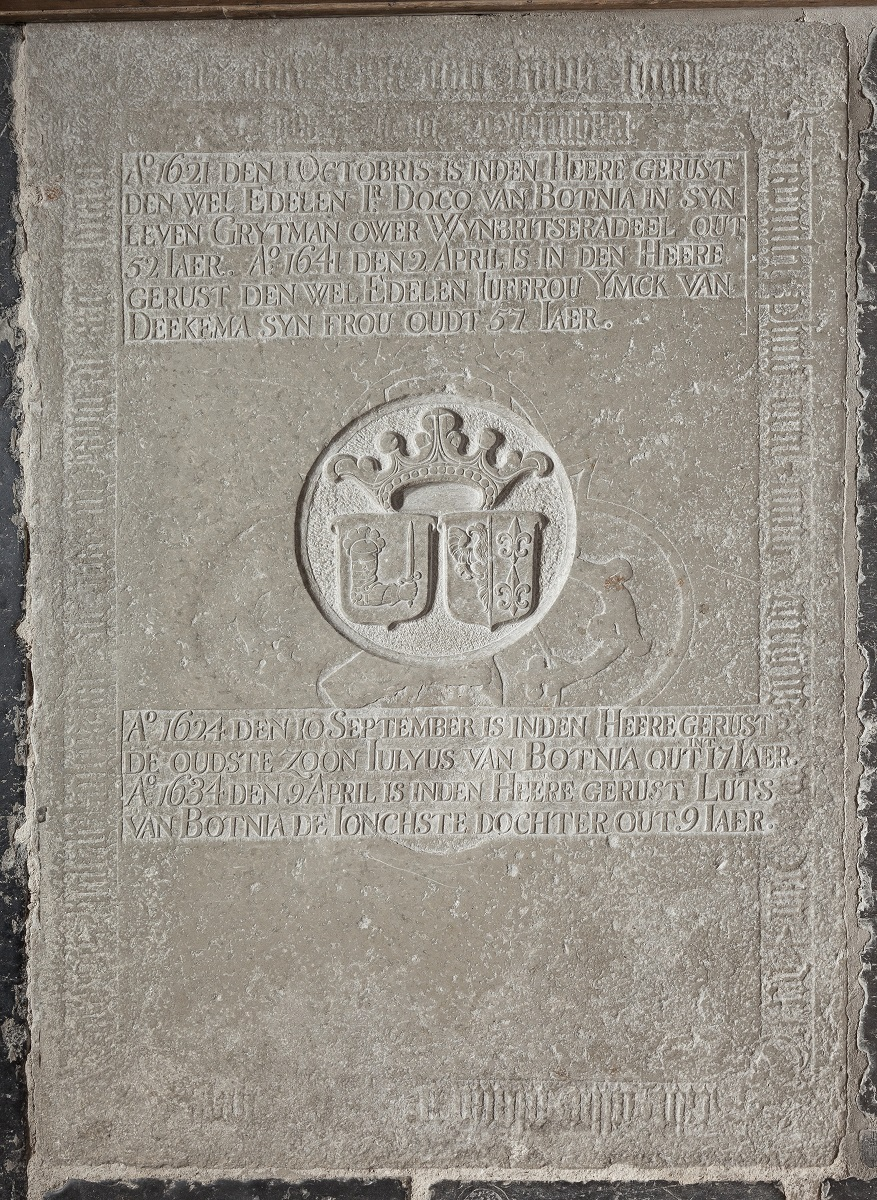
Grafzerk van het echtpaar Doecke van Botnia (†1621) en Ymck van Dekema (†1641) en hun kinderen Julius (Juw) van Botnia (†1624) en Luts van Botnia (†1634).
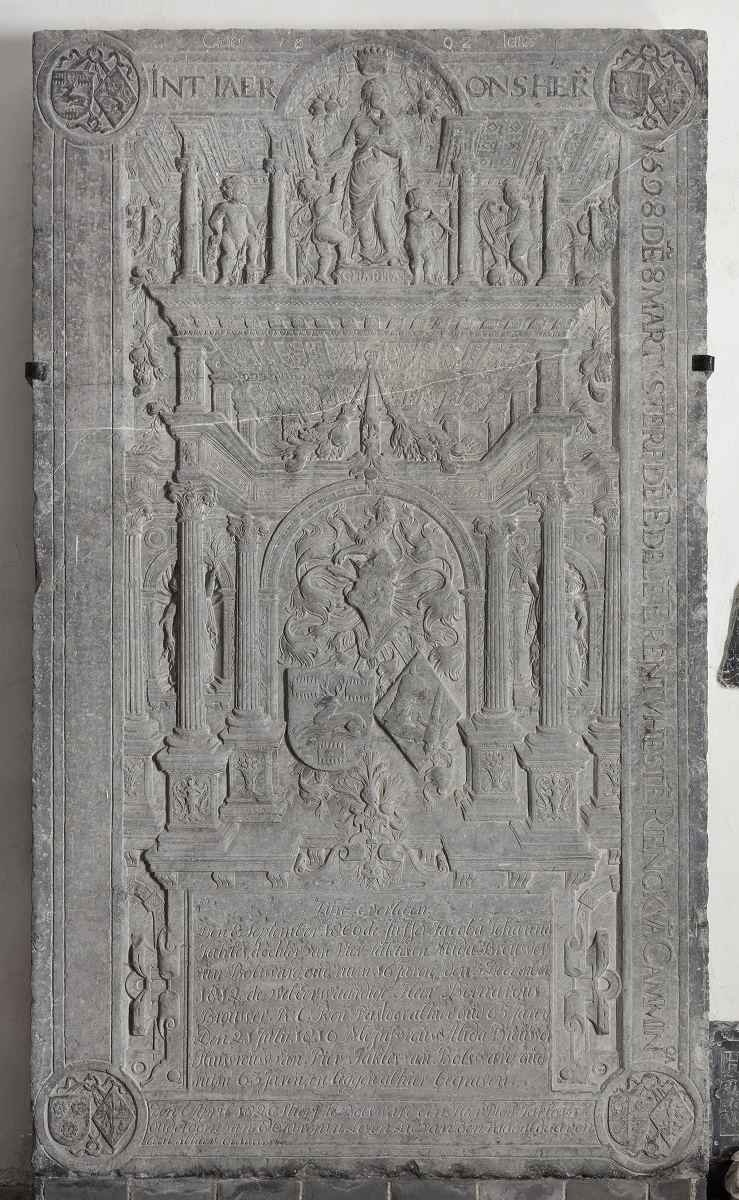
Grafzerk van Rienck van Cammingha (†1598) en Margriet van Botnia (†1615) in Franeker.
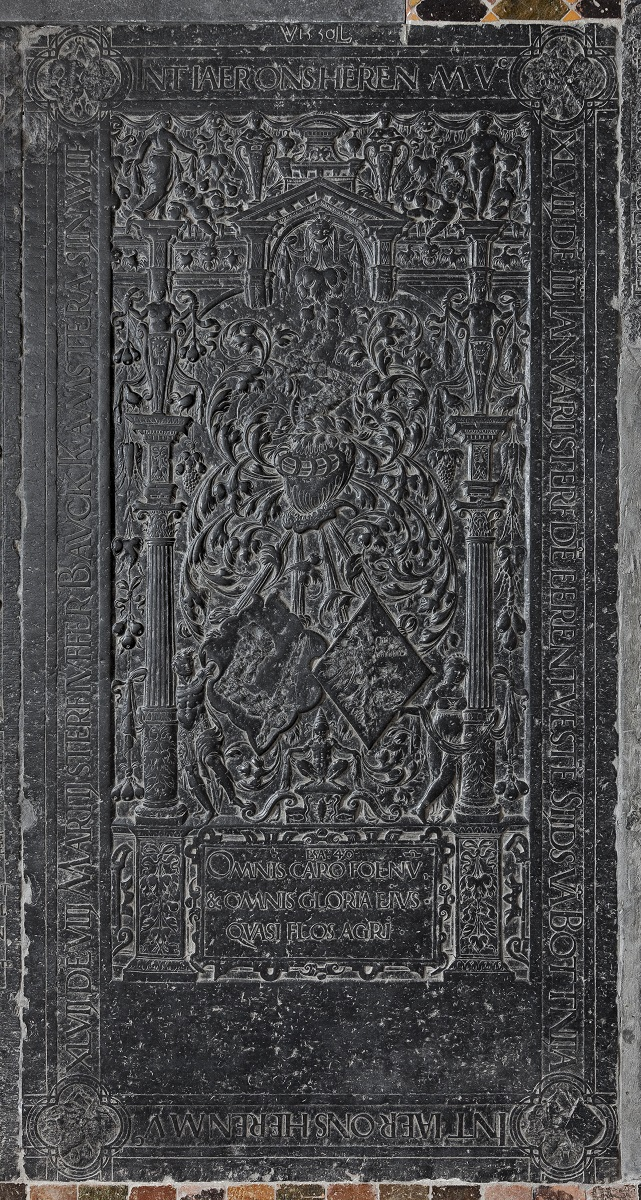
Grafzerk van Syds van Botnia (†1548) en Bauck van Camstra (†1547) in de Nicolaaskerk van Nijland.
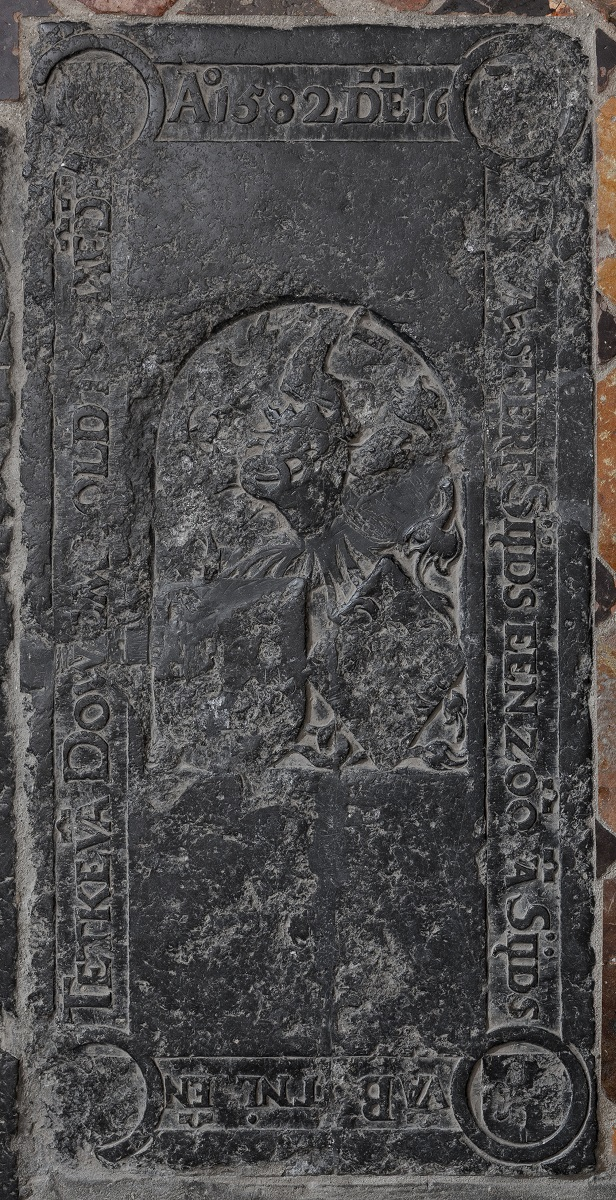
Grafzerk van Syds van Botnia (†1582) in Nijland.

## Vernoeming
De familie is naamgever voor verschillende straten en wegen in plaatse waar zij een stins/state bewoond hebben. Zo kent Marrum een "Botniaweg", heeft Nijland een "Botniastrjitte" en is er in Franeker de "Botniasteeg" naast de voormalige locatie van Groot Botnia. 